# 스게노 다카노리
스게노 다카노리(일본어: 菅野 孝憲, 1984년 5월 3일 ~ )는 일본의 축구 선수이다. 현재 J1리그의 홋카이도 콘사돌레 삿포로에서 뛰고 있다.

## 구단 경력
그는 2003년부터 J리그의 요코하마 FC, 가시와 레이솔, 교토 상가 FC, 홋카이도 콘사돌레 삿포로에서 뛰었다.